# Ali Amirian
Ali Amirian (persisch علی امیریان; * 17. September 2003) ist ein iranischer Mittelstreckenläufer, der sich auf die Disziplinen 800 Meter und 1500 Meter spezialisiert hat.

## Sportliche Laufbahn
Erste internationale Erfahrungen sammelte Ali Amirian im Jahr 2024, als er bei den Hallenasienmeisterschaften in Teheran mit 1:52,18 min in der Vorrunde im 800-Meter-Lauf ausschied und über 1500 Meter in 3:49,33 min die Bronzemedaille hinter dem Kirgisen Nursultan Kengeschbekow und Abdirahman Saeed Hassan aus Katar gewann. Zudem sicherte er sich mit der iranischen 4-mal-400-Meter-Staffel in 3:13,96 min gemeinsam mit Arash Sayyari, Mir Mohammad Taleei und Mohammad Sajjad Aghaei die Bronzemedaille hinter den Teams aus Kasachstan und dem Irak. Ende Mai gewann er bei den Westasienmeisterschaften in Basra in 1:47,74 min die Silbermedaille über 800 Meter hinter dem Kuwaiter Ebrahim al-Zofairi und über 1500 Meter sicherte er sich in 3:47,08 min die Bronzemedaille hinter dem Katarer Zakaria al-Alhlami und Fayez al-Subaie aus Saudi-Arabien. Im Jahr darauf belegte er bei den Asienmeisterschaften in Gumi in 3:43,18 min den vierten Platz über 1500 Meter und gewann über 800 Meter in 1:44,97 min die Silbermedaille hinter dem Kuwaiter al-Zofairi.
In den Jahren 2023 und 2024 wurde Amirian iranischer Meister im 800-Meter-Lauf und 2024 wurde er Hallenmeister über 1500 Meter.

## Persönliche Bestleistungen
- 800 Meter: 1:44,97 min, 31. Mai 2025 in Gumi
  - 800 Meter (Halle): 1:51,71 min, 12. Januar 2024 in Teheran
- 1500 Meter: 3:43,18 min, 28. Mai 2025 in Gumi
  - 1500 Meter (Halle): 3:49,33 min, 17. Februar 2024 in Teheran